# Bibliothéconomie jeunesse

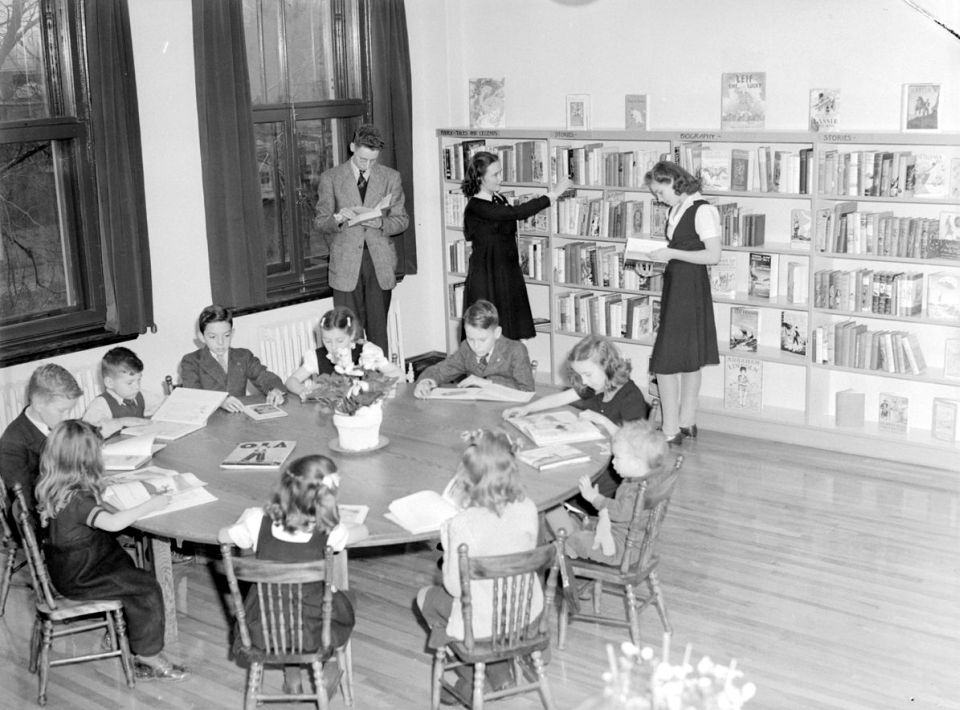
Des enfants dans une bibliothèque de Montréal, en 1943.

La bibliothéconomie jeunesse relève de la science des bibliothèques et se définit comme un champ interdisciplinaire ou multidisciplinaire qui applique les approches théoriques, les pratiques et les outils provenant de la gestion, des technologies de l'information, de l'éducation et d'autres secteurs, comme le design. La bibliothéconomie jeunesse concerne l'organisation, la préservation, la diffusion et la médiation des ressources et des collections en matière d'information pour les enfants et les jeunes.
Le Manifeste de l’UNESCO pour la Bibliothèque publique (1994) stipule deux missions clés qui touchent directement la bibliothéconomie jeunesse : stimuler d'une part l’imagination et la créativité des enfants et des jeunes et créer et renforcer d'autre part l’habitude de lire chez les enfants dès leur plus jeune âge.
La bibliothéconomie jeunesse aborde aussi le sujet des bibliothèques scolaires.

## Description des services
La bibliothéconomie jeunesse sert un public hétérogène, notamment du point de vue de l’âge, car elle s'adresse tant aux bébés qu’aux jeunes adultes (0 à 18 ans), mais également d'après la diversité de leurs besoins, leurs centres d’intérêt, leurs compétences, leur bagage culturel, familial, sociologique ou économique. Les services des bibliothèques offerts aux enfants et aux jeunes s’adaptent et évoluent dans le temps. Depuis les premières bibliothèques pour les jeunes à l’instar de la bibliothèque de L’Heure joyeuse en France, les bibliothécaires jeunesse s’intéressent à l’aménagement, la planification d’espaces, la création d’animations et d’actions culturelles pour les jeunes et leur famille au sein de la communauté. Elles fournissent également un accès à des ressources sur différents supports. Des sites Internet spécialement conçus pour les jeunes ont vu le jour comme l’espace Jeunes de Bibliothèque et Archives nationales du Québec.
Partout dans le monde, avec l’avènement du numérique, les bibliothèques se développent et celles consacrées aux jeunes n’y font pas exception. En effet, le volet technologie amène les bibliothécaires pour la jeunesse à développer des collections de livres numériques pour la jeunesse. De plus, ces bibliothécaires doivent aussi former les jeunes à la manipulation d’informations disponibles sur Internet.

### L'heure du conte
L’heure du conte est une traduction française de l’expression « story hour » qui a vu le jour aux États-Unis vers la fin du XIXe siècle. À cette époque, la « story hour » est un événement socioculturel important où des bibliothécaires content différents types d’histoires (conte, épopée, légende, mythe, etc.) à un public d’âge varié dans différents lieux extérieurs ou intérieurs (école, orphelinat, hôpital, bibliothèque). À partir des années 1940, de nombreuses personnes issues de l'immigration arrivent aux États-Unis et la « story hour » joue un rôle majeur dans l’intégration des enfants immigrés. En France, L’Heure Joyeuse est créée en 1924 et elle offre dès ses débuts des heures du conte à la bibliothèque ou en plein air.
L’heure du conte est aujourd’hui un terme contesté, car l’objet de cette activité n’est pas toujours le conte. D’autres appellations sont d’ailleurs proposées comme le temps de l’histoire. Cela dit, l’heure du conte est une expression couramment employée pour nommer différentes activités allant du spectacle de contes amateur ou professionnel à l’animation de la lecture. La formule proposée varie en fonction du lieu et du public rejoint, notamment au niveau de l’âge et du nombre d’enfants présents.
Bien que l’heure du conte s’articule autour du récit, le livre n’est pas toujours présent durant l’animation. Le spectacle de contes, par exemple, cherche à soutenir la tradition orale et l’absence de support visuel permet de stimuler l’imagination du public. L’heure du conte sans livre favorise le contact visuel avec le public et facilite une gestuelle plus libre. Elle implique toutefois une plus longue préparation, car elle nécessite une excellente maîtrise du récit de l’histoire et elle exige une plus grande performance.
De façon générale, la formule la plus courante de l’heure du conte est celle de l’animation de la lecture qui consiste non pas à conter une histoire, mais à la lire ou à la raconter à l’aide d’un support visuel tel, en grande majorité, l’album, le recueil de contes, ou, plus rarement, des images projetées sur un écran. Les illustrations jouent un rôle essentiel dans ce type d’animation ; elles doivent être originales et de bonne qualité. Pour que les images puissent être bien visibles par le public, le choix d’un livre en grand format est souhaitable. De préférence, les illustrations doivent également être pleine page. Les images peuvent être montrées au fil de la lecture ou à la fin de l’histoire. Leur interaction avec le texte est importante, car ils s’enrichissent mutuellement. Par ailleurs, les livres présentés doivent toujours être dans un très bon état.
La lecture animée familiarise les enfants avec le langage construit et littéraire du livre. Elle cherche à montrer un rapport différent au livre en mettant l’emphase sur certains aspects de l’histoire pour faire vivre le texte. Par ailleurs, elle favorise l’acquisition des compétences cognitives, sensorimotrices, socioaffectives et langagières. Le choix du texte est une étape importante dans la préparation de l’heure du conte. Certains textes de qualité se prêtent mieux à la lecture à voix haute que d’autres. La lecture peut se faire en respectant le texte du début à la fin, en le modifiant légèrement ou en racontant l’histoire dans ses propres mots. Il peut être nécessaire de faire des coupures pour rendre certains passages plus fluides. Quand une histoire est écrite dans une langue trop difficile pour le niveau de compréhension du public, il est possible de la raconter en simplifiant la syntaxe et en modifiant certains mots pour s’adapter à l’âge des enfants et à leur capacité de concentration. Durant la préparation, il est suggéré de répéter plusieurs fois le texte à voix haute pour tester les dialogues et le rythme de l’histoire. Il est également possible, pour favoriser la capacité d’attention du public, de varier le type d’activité (lecture à voix haute, conte oral, devinette, chanson, comptine, jeu, etc.) et d’alterner le genre de livres, leur longueur et leur niveau de difficulté. Le principe de l’alternance actif/passif invite à enchaîner, après une histoire longue, une activité qui permet aux enfants d’être actifs et où il est possible de s’exprimer, de parler, de poser des questions ou de bouger. Cela favorise la participation des enfants et renforce leur capacité à s’exprimer verbalement. La durée de l’heure du conte doit être adaptée en fonction de l’âge du public, des caractéristiques du lieu où se déroule l’activité et de leurs besoins.

### Le jeu à la bibliothèque

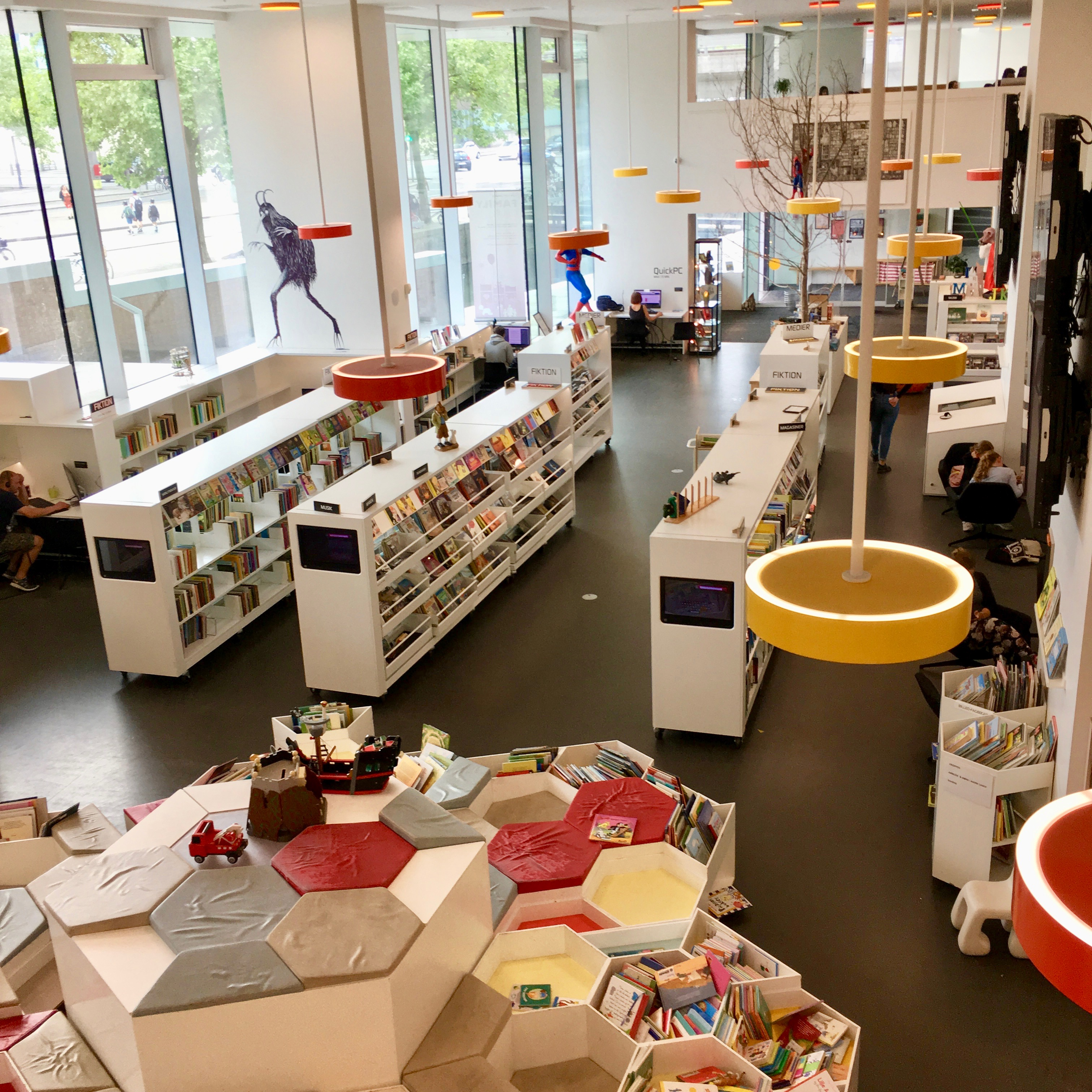
Zone jeunesse à la Bibliothèque de Orestad au Danemark

La présence en bibliothèque de pratiques ludiques, de jouets et de jeux ne date pas d’hier. La bibliothèque de l’Heure joyeuse propose, dès son ouverture en 1924, différentes formes de jeux. Puis, dans les années 1960 et 1970, la création de plusieurs bibliothèques pour enfants facilite l’entrée du jeu dans ces établissements. Ce développement se poursuit depuis par des partenariats avec des acteurs du milieu de la petite enfance, des loisirs et de la sphère sociale.
Actuellement, l’offre en bibliothèque de jeux et de jouets semble augmenter. Cette offre s’avère diversifiée et complexe, les supports des jeux sont nombreux (tablettes, consoles de jeux, jeux de société, jouets, ordinateurs, etc.) et les objectifs derrière l’envie de jouer varient (passer le temps, s’amuser, apprendre, partager, etc.).
Différentes typologies servent à catégoriser les jeux, dont la classification basée sur l’expérience de jeu de Scott Nicholson qui en dénombre cinq grandes sortes : les jeux de stratégie, les jeux d’action, les jeux narratifs, les jeux sociaux et les jeux de connaissance et de culture. Chacun de ces cinq types de jeux regroupe des sous-catégories.
Le système ESAR est une typologie internationalement reconnue. Son nom est formé par la première lettre de chaque catégorie de jeux : « jeux d’exercice » = E ; « jeux symboliques » = S ; « jeux d’assemblage » = A ; « jeux de règles » = R. En plus de servir de classification fondamentale, le système ESAR propose une méthode pour le rangement physique des jouets et des jeux.
Certaines bibliothèques offrent la possibilité de jouer sur place, ce qui exige un espace adapté et destiné au jeu comme un local fermé. Différents usages et activités cohabitent à la bibliothèque et le jeu, qui peut générer bruit et mouvement, doit se conjuguer avec les autres besoins et attentes tels qu’un cadre propice à la concentration et au calme. Les bibliothèques pour qui l’aménagement physique d’un espace consacré au jeu s’avère irréaliste peuvent organiser des événements ponctuels selon une plage horaire spécifique.
Le prêt de jeux à domicile répond à une forte demande. Il peut impliquer une gestion lourde en raison notamment du temps de vérification, au retour, des jeux qui comportent de multiples morceaux. Pour faciliter cette tâche, certaines bibliothèques se dotent d’une balance pour peser, au gramme près, l’ensemble des pièces afin d’éviter le comptage, tandis que d’autres sélectionnent des jeux dont la vérification s’avère moins fastidieuse.
La bibliothèque, située hors du milieu scolaire et de la maison, constitue un lieu où il peut être possible de jouer librement, car le cadre, le temps et l’espace diffèrent. Dans cet environnement culturel, les jeux favorisent l’appropriation et la transmission du savoir et ils permettent d’établir des liens interpersonnels et intergénérationnels grâce à une mixité de publics très distincts. Les jeux attirent des publics peu présents comme les préadolescents et les adolescents qui accordent une grande importance au groupe et à la socialisation. La possibilité, entre autres, de jouer sur place à des jeux vidéo encourage la création d’une communauté. Certains jeunes qui possèdent une console à la maison peuvent vouloir fréquenter la bibliothèque pour se mesurer à des adversaires potentiels et socialiser dans un contexte convivial. Jouer sur place en présence des autres donne lieu à une expérience collective partagée par les joueurs, les spectateurs, les usagers de passage et les bibliothécaires.
Les jeunes joueurs consultent et empruntent les soluces de jeux pour les aider à finir intégralement leurs quêtes virtuelles. Un attrait pour les jeux vidéo et leurs thématiques peut susciter de l’intérêt pour d’autres médias (musique, films, mangas, comics, romans, documentaires, etc.) et inciter les jeunes à fréquenter la bibliothèque dans une optique variée.

### La petite enfance (0-4 ans)
L'accueil du public de la petite enfance connaît un essor depuis 30 ans. Dans les années 1980, des études en linguistique et en pédopsychiatrie démontrent les bienfaits de l’éveil à la lecture chez les bébés et incitent les bibliothèques à intégrer les tout-petits et à développer des services pour les aider dans l’apprentissage de l’écrit et l’acquisition de compétences langagières et sociales. La lutte contre les exclusions et les inégalités constitue également l'un des principaux enjeux de la lecture aux tout-petits.
Pour accueillir ce public, il est nécessaire de passer par les adultes (parents ou professionnels de l’enfance) qui servent de médiateurs puisqu’il est difficile de communiquer avec les plus petits et de cerner leurs besoins. La bibliothèque est souvent le premier contact au milieu culturel pour les bébés ; même si leur présence demande des ajustements spatio-temporels, elle est grandement encouragée. Parmi les activités généralement proposées aux plus jeunes, on retrouve l’heure du conte et les spectacles. Pour les 0-3 ans, l'animation "bébé lecteur" (qui consiste en une lecture individualisée) engage et l'enfant et sa famille, ce qui permet à l'enfant de développer une familiarité avec les livres et favoriser la lecture à la maison avec les parents. Pour encourager les apprentissages, le jeu est utilisé chez les tout-petits par le biais d’expériences qui vont encourager la connaissance à travers la découverte. L'offre documentaire se concentre sur les albums imagés, qui contiennent peu de texte ou aucun texte. On retrouve également, dans certaines bibliothèques, des trousses d’éveil à la lecture pour les enfants de zéro à cinq ans qui permettent d’associer la lecture au plaisir. En plus de contenir des albums, des imagiers ou des livres CD, ces trousses comportent également des outils destinés aux parents pour mieux accompagner leurs enfants.

### Les adolescents (13-18 ans)
Les services pour les adolescents en bibliothèques sont variés. Des bibliothèques choisissent d’aménager des espaces réservés pour les adolescents, interdits aux plus jeunes et aux adultes. Ces lieux, comme c’est le cas pour le local SODA de la Bibliothèque de Brossard Georgette-Lepage, sont conçus pour offrir différents services aux jeunes dans un environnement accueillant, sécuritaire et créatif. Leur mission est donc multiple : elle vise autant à encourager la réussite scolaire et le plaisir de la lecture qu’à favoriser le développement personnel et social des adolescents en mettant à leur disposition des équipements et du mobilier modernes. 
Les adolescents qui fréquentent la bibliothèque le font souvent en groupe ; la lecture se transforme en activité sociale qui leur permet de se réunir et d’échanger leurs opinions. Certaines bibliothèques mettent à disposition, dans ces locaux, des jeux vidéo, d’autres proposent des studios de musique où des instruments sont mis à disposition des jeunes, d’autres encore créent des Fab Labs, espaces de création, d’innovation, de partage et de découvertes. L’aide aux devoirs compte aussi parmi les nombreuses ressources disponibles pour les adolescents. Pour leur offrir des services à leur image, les bibliothèques optent régulièrement pour une approche collaborative qui permet aux adolescents de s’impliquer et de créer un espace à leur image. En participant aux différents projets proposés par les bibliothécaires, ils et elles développent un sentiment de confiance et peuvent ensuite s’approprier le lieu selon leurs besoins.

## Les sept compétences fondamentales des bibliothécaires jeunesse

### Engagement envers le public cible
Une connaissance approfondie des plus récentes théories de l’apprentissage et du développement de l’enfant est un aspect très important de la profession de bibliothécaire jeunesse . Ce sont ces théories et leur évolution qui guident la mise en place des meilleures pratiques auprès des jeunes. Le développement du langage et du cerveau en général est à son apogée durant l’enfance, nécessitant d’autant plus la mise en place de programmes et services adaptés à cette clientèle pour le développement de la lecture et de la littératie en bibliothèque.

### Référence et services aux usagers
Les bibliothécaires jeunesse doivent mettre à la disposition des jeunes usagers des ressources et des outils adaptés, en plus de les accompagner et de les éduquer dans le choix et l'utilisation de ces ressources. Les bibliothécaires jeunesse doivent mener des entrevues de référence et offrir des suggestions de lecture en considérant les champs d'intérêt et les aptitudes des jeunes. Les bibliothécaires jeunesse jouent un rôle de pédagogue très important, tant auprès des jeunes qu’auprès des adultes qui les accompagnent dans leur développement.

### Programmation d’activités
Les bibliothécaires jeunesse sont amenés à développer et mettre en place une programmation d’activités en concordance avec les différents stades de développement de l’enfant. Les bibliothécaires jeunesse doivent aussi être en mesure d’identifier les particularités et difficultés de certains de leurs usagers pour créer des programmes inclusifs. La programmation doit permettre le développement de plusieurs types de littératie, incluant les littératies technologiques et médiatiques.

### Connaissance, gestion et développement des collections
La création et le maintien d’une collection attrayante, variée et à l’image des besoins et des champs d'intérêt des jeunes usagers en bibliothèque sont des compétences devant être maîtrisées par les bibliothécaires jeunesse. Les bibliothécaires doivent fréquemment évaluer la pertinence de leur collection au regard de leur clientèle et la mettre à jour si nécessaire afin de toujours tendre vers la création d'une collection inclusive permettant de limiter les barrières linguistiques et culturelles.

### Services hors les murs etmilitantisme
Les bibliothécaires jeunesse ont la responsabilité de défendre les droits de leur clientèle spécifique auprès de leurs supérieurs, de leur communauté et d'autres institutions de pouvoir influençant les services en bibliothèque. Les bibliothécaires jeunesse doivent collaborer avec les différents partenaires et autres organisations travaillant aussi auprès de leur clientèle pour créer et maintenir un accès à des ressources et services de qualité.

### Administration et gestion
La gestion efficace d’un budget ainsi que la mise en place d’une organisation et d’une planification rigoureuse à l’égard des différents services à implanter sont primordiales. Les bibliothécaires jeunesse doivent utiliser le budget de manière réfléchie en ayant établi au préalable les priorités. Les bibliothécaires jeunesse doivent aussi participer activement à l’élaboration et à la révision des différentes politiques de la bibliothèque, notamment pour celles qui touchent directement sa clientèle.

### Professionnalisme et perfectionnement professionnel
Les bibliothécaires jeunesse doivent toujours agir en respectant les différents codes d’éthique qui régissent leur profession. De plus, il leur est nécessaire de continuer à s'informer sur les dernières pratiques dans leur domaine. Par ailleurs, à l’ère du numérique, et en particulier pour bien répondre aux besoins des jeunes usagers, les bibliothécaires jeunesse doivent rester à l’affut des dernières technologies et s’y former au besoin.

## Développement des collections pour la jeunesse en bibliothèque publique
Les collections pour la jeunesse au sein des bibliothèques publiques sont composées d'une grande variété de documents : de la fiction (album, roman, bande dessinée, manga, livre audio, fanzine) ou non-fiction (livre de référence, documentaire, périodique), ainsi que des jeux vidéo, des films et séries, des jouets, des jeux de société, des trousses ludiques ou pédagogiques, des instruments de musique, des ressources multilingues ou encore de l'équipement en lien avec des ateliers de fabrication (makerspace). L'objectif selon les lignes directrices de l'IFLA doit être de "proposer une grande variété de documents adaptés au développement de l'enfant dans différents formats et pour répondre au besoin de tous les groupes d'âge."Le développement des collections jeunesse en bibliothèques publiques vise plusieurs objectifs : faciliter l'apprentissage, soutenir le développement de plusieurs littératies, mais aussi offrir un accès équitable à tous les jeunes.

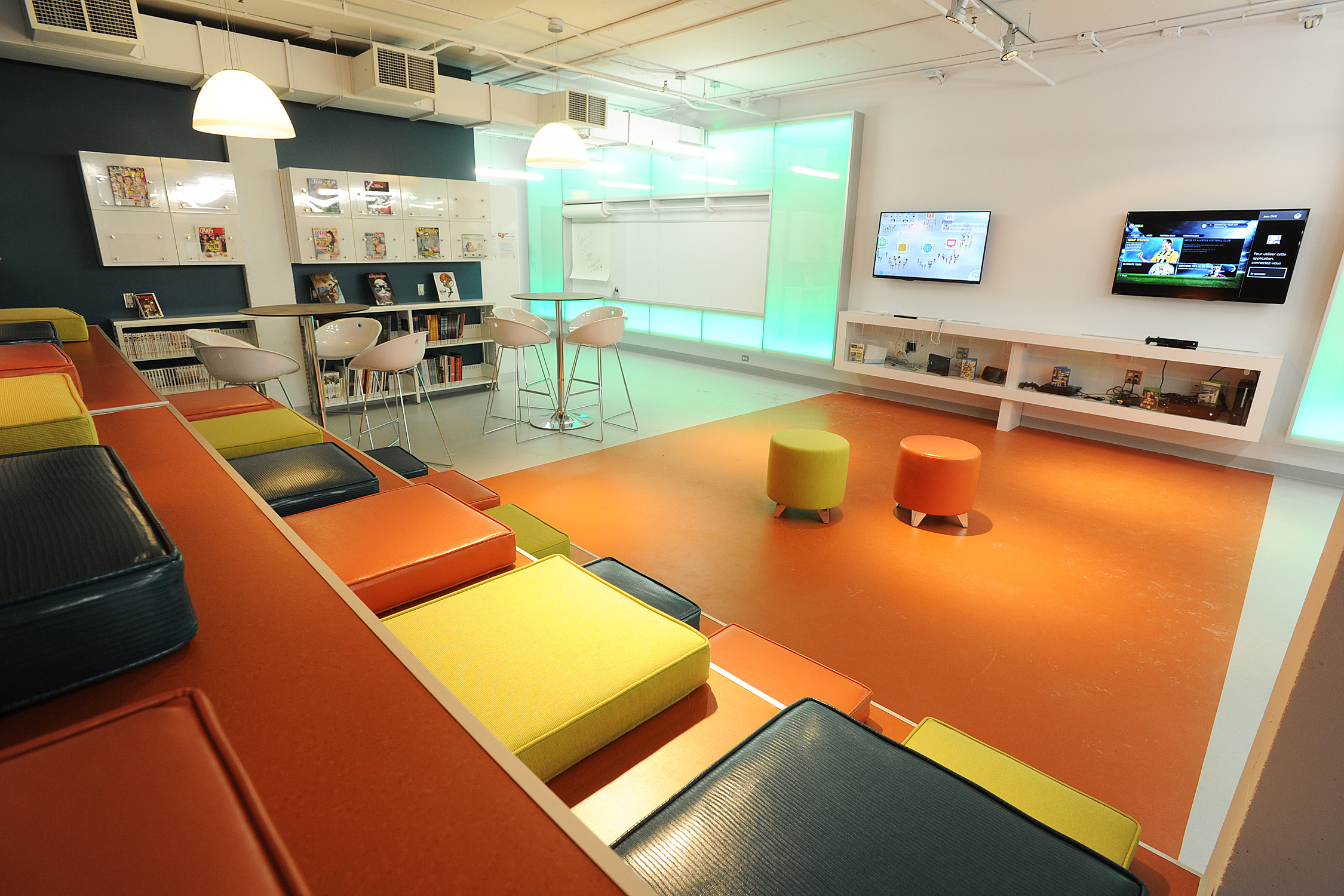
Espace consacré aux adolescents à la Bibliothèque de Brossard au Québec

Certains documents s'adressent davantage à des tranches d'âge en particulier :
- de 0 à 3 ans : albums cartonnés, documentaires pour les tout-petits (dont les imagiers et les abécédaires), trousses de développement pour les bébés, matériel sensoriel;
- à partir de 6 ans : les livres de première lecture (transition entre l'album et le roman) qui s'adressent aux enfants en apprentissage de la lecture;
- pour les adolescents : de plus en plus de bibliothèques consacrent des espaces spécifiques pour les plus de 11 ans avec une collection de documents adaptés à leur âge.

### Censureen bibliothéconomie jeunesse
Un défi majeur dans le développement des collections pour la jeunesse reste le phénomène de censure sur certains sujets considérés comme tabous ou non adaptés à un jeune public par certains groupes de pression, d'associations ou de parents. Les thématiques posant le plus souvent problème sont la sexualité, la mort, la religion et la politique . On retrouve cette idée dès le XIXe siècle avec l'idée des "Enfers", un espace dans les bibliothèques populaires où étaient rangés certains livres non conformes à la morale de l'époque que l'on voulait rendre moins accessibles aux usagers, en particulier ceux de moins de 21 ans.
Plusieurs plaintes de la part des usagers des bibliothèques publiques concernent la présence d'un livre jugé comme inadapté à un jeune public dans les collections. Cette réalité, ainsi que les contraintes budgétaires, amènent parfois les bibliothécaires à rejeter, lors de la sélection de nouveaux ouvrages, certains livres qui pourraient poser un problème. L'outil pour lutter contre ce phénomène d'autocensure reste la politique documentaire concernant le développement des collections. Celle-ci définit les critères de sélection et d'élagage qui justifient la présence d'un livre dans les collections et sa légitimité.

## Histoire

### En France
Le concept de bibliothèque pour enfants apparaît dans la foulée de la création des bibliothèques scolaires tel que mentionné en 1862 par Gustave Roulaud, ministre secrétaire d'État au département de l'Instruction publique et des Cultes : « Il sera établi dans chaque école publique primaire une bibliothèque scolaire. Cette bibliothèque sera placée sous la surveillance de l'instituteur dans une des salles de l'école dont elle est la propriété. Les livres seront rangés dans une armoire-bibliothèque conforme... ».
Le développement des bibliothèques pour enfants remonte au début du XXe siècle puisqu'auparavant le public jeunesse se mêle au public des bibliothèques populaires. Par ailleurs, les enfants fréquentent des bibliothèques scolaires.
La première bibliothèque pour enfants est située sur la rue Boutebrie dans le 5e arrondissement de Paris. Créé par l'entremise d'une fondation américaine, le « Book Committee on Children's Libraries » ouvre le 12 septembre 1924 sous le nom de « L'Heure Joyeuse ».
Les initiatives pionnières de « L'Heure Joyeuse » et de « La Joie par les livres », fondées par Geneviève Patte, apportent aux bibliothèques pour enfants une légitimité qui dépasse le succès d'estime avec des inscriptions et l'intérêt croissant des professionnels. La bibliothèque pour enfants « La Joie par les livres », qui se nomme aujourd’hui la Petite Bibliothèque Ronde, sert de modèle pour plusieurs bibliothèques à travers le monde, notamment en encourageant les initiatives d’accès à la lecture chez les tout-petits.
L'importance et la place grandissante du numérique dans la littérature amènent les bibliothèques à repenser leur développement de collections afin d'y intégrer davantage l'offre littéraire numérique, tout en développant des activités et services liés aux enjeux du numérique. La Petite Bibliothèque Ronde de Clamart est d’ailleurs une bibliothèque pionnière en la matière : elle s’adapte aux besoins changeant des jeunes en offrant des services multimédias. Dès 1995, les bibliothécaires de Clamart donnent accès aux cédéroms dans le but de permettre à tous les enfants d’expérimenter les nouvelles technologies, peu importe leur milieu socio-économique. Ce service permet également de réduire le fossé entre les jeunes et leurs parents quant à l’utilisation des technologies ; en éduquant les enfants, la bibliothèque s’assure de créer un dialogue entre les générations. En 2009, la Petite Bibliothèque Ronde décide de développer davantage leurs services numériques pour s’adapter aux changements de sa clientèle. Elle pose alors une question importante : quel est le rôle d’une bibliothécaire jeunesse à l’ère du numérique?

### Aux États-Unis
Le concept de l'accès des enfants à une bibliothèque s'inscrit dans la foulée du développement de l'éducation pour les jeunes au XIXe siècle aux États-Unis. L'intérêt national pour un tel développement est aussi encouragé par le mouvement des bibliothèques publiques dans les années 1850, l'essor de la littérature pour enfants et un changement dans les mentalités concernant le bien-être des jeunes. Les premières bibliothèques pour enfants américaines prennent la forme des bibliothèques dans les écoles du dimanche qui fournissent des livres religieux mais aussi des ouvrages sur d'autres sujets.
Ce sont des pionniers et des pionnières qui portent les projets de ces nouveaux espaces pour les jeunes, des collections destinées à la jeunesse et des bibliothécaires formées pour servir des enfants. Le XXe siècle entraîne une institutionnalisation progressive à travers le leadership de certaines bibliothèques (Carnegie Library of Pittsburg), la formation professionnelle, l'American Library Association qui crée une section (Section for Children's Librarians) en 1900, les maisons d'édition qui organisent des départements pour les publications jeunesse (Macmillan Publishing).
Les années 1920 à 1950 sont des années de consolidation et de développement. On assiste pendant la période de la Grande dépression à un essor des emprunts en bibliothèque où ceux des enfants représentent 40 à 45 % de ces usages.
En 1941, la Division of Libraries for Children and Young People de l'American Library Association comprend trois sections : Children's librarians, young peoples' librarians, school librarians.
Les principales figures dans l'histoire de la bibliothéconomie jeunesse américaine au XIXe et au XXe siècle sont les suivantes : Caroline Hewins (en), Emily Hanaway, Mary Wright Plummer, Anne Carroll Moore (en), Augusta Baker, Charlemae Hill Rollins (en), Pura Belpré (en), Margaret A. Edwards.

### Au Canada
Lillian Helena Smith (17 mars 1887-1983) est considérée comme la première bibliothécaire formée en bibliothéconomie pour les enfants au Canada, et même dans l'Empire britannique. Diplômée de l'Université de Toronto en 1910, elle travaille comme bibliothécaire pour enfants à la bibliothèque Carnegie de Pittsburgh, en Pennsylvanie (États-Unis), puis au département des enfants de la bibliothèque publique de New York (succursale Washington Heights) en 1911.
En 1912, elle est recrutée par le bibliothécaire en chef, George Locke, pour organiser le nouveau département pour les enfants de la bibliothèque publique de Toronto où elle contribue, notamment, au développement de la collection pour enfants pendant quarante ans.
Smith enseigne la littérature pour enfants de 1913 jusqu'à sa retraite en 1952. En 1928, l'Université de Toronto crée son école supérieure de bibliothéconomie, où Smith poursuit son enseignement.
Elle siège au conseil exécutif de l'American Library Association entre les années 1930 et 1940.
En 1930, elle développe un système de classification adapté aux livres pour enfants.
En 1952, l'American Library Association publie son ouvrageThe Unreluctant Years: A Critical Approach to Children's Literature.
Elle participe à la fondation de la Canadian Association of Children's Librarians.
Un des succursales de la bibliothèque publique de Toronto porte son nom : Lillian H. Smith. Un projet est consacré à son héritage.

### Au Québec

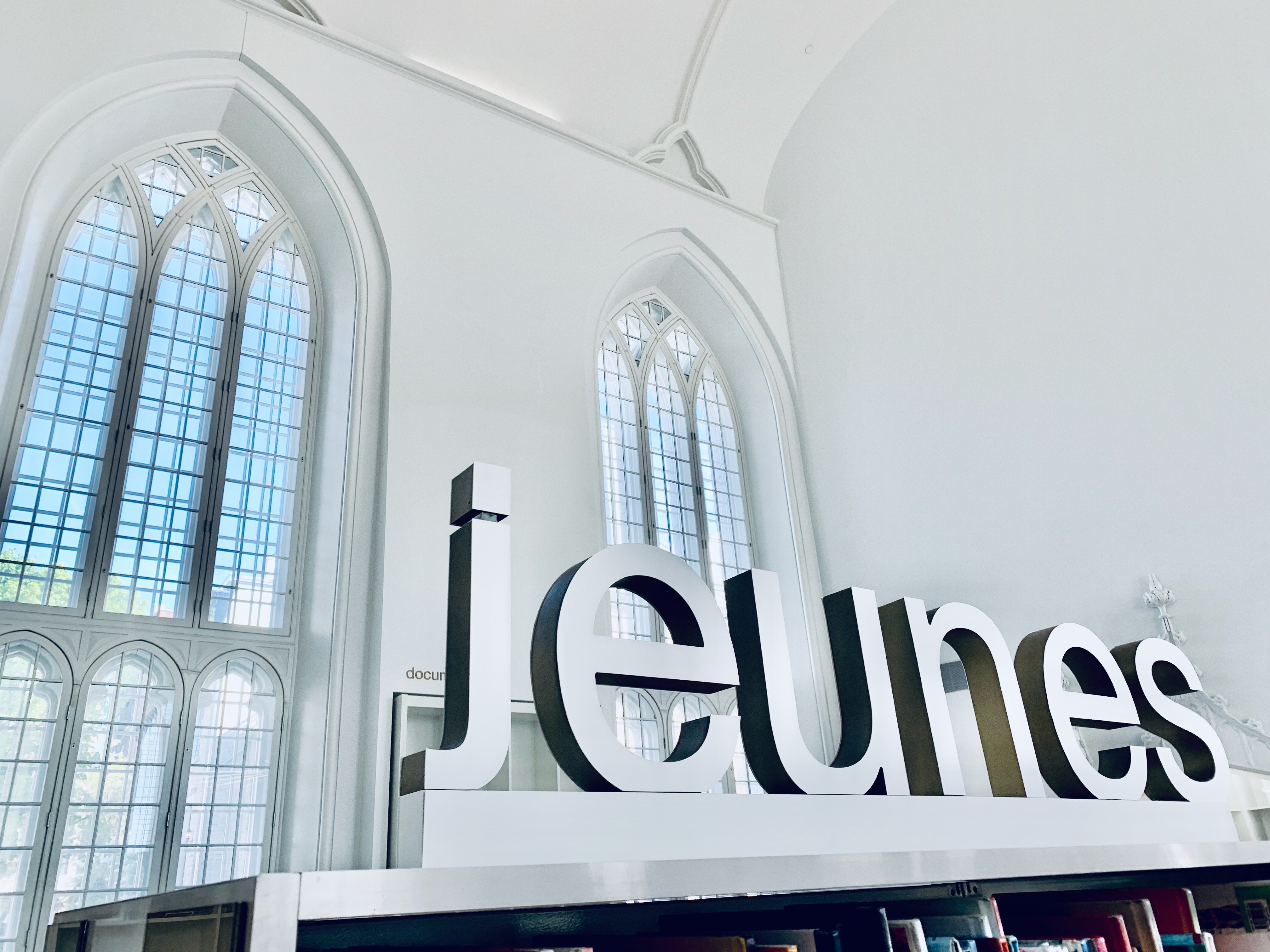
Espace pour les jeunes de la Maison de la littérature à Québec

Parmi les grandes figures de l'histoire de la bibliothéconomie jeunesse au Québec on peut citer Joséphine Marchand, Mary Sollace Saxe, Éva Circé-Côté, Marie-Claire Daveluy, Léo-Paul Desrosiers, Hélène Grenier, Hélène Charbonneau, Christiane Charrette (bibliothécaire), Janina-Klara Szpakowsk, Paulette Bernhard, Gilles Bouchard.
Les bibliothèques paroissiales disposaient de collections pour la jeunesse au XIXe siècle. L'Œuvre des livres gratuits, une initiative portée par Joséphine Marchand qui prend la forme d'une bibliothèque ambulante a aussi encouragé l'accès aux livres, notamment pour les jeunes.
La bibliothèque publique de Westmount (BPW), à l'instar des bibliothèques canadiennes de l'époque, dispose d'une collection pour enfants dès son ouverture en 1899. Mais grâce à la pugnacité de la bibliothécaire en chef, Mary Sollace Saxe, diplômée des universités McGill et Columbia (New York), la BPW se dote d'une bibliothèque pour les enfants qui ouvre le13 janvier 1911 suivant les standards les plus avancés au début du XXe siècle. La BPW fait figure de précurseur au Québec en matière de services pour les enfants. La bibliothécaire pour enfants de la BPW, Wendy Wayling, reçoit le prix Anne-Galler pour "services exceptionnels en bibliothéconomie" en 2014,. Elle est l'auteure d'un article « With the children in Canada », Library Journal, 37 (August 1912), p.  433-435. La bibliothèque Fraser dispose également d'une salle pour les enfants au début du XXe siècle. Avec sa première bibliothèque en 1929, on doit à la Montreal Children’s Library le déploiement d’un important réseau de bibliothèques destinées aux enfants, mais qui, comme la BPW, n’a « profité pour ainsi dire qu’aux enfants de la communauté anglo-saxonne ». Il faudra attendre 1937 avant qu’on ne voit apparaître une première bibliothèque francophone pour enfants à Montréal.
Éva Circé-Côté croit profondément en l'importance de l'accès à la bibliothèque pour les enfants. Elle leur réserve un espace à la Bibliothèque municipale de Montréal dès 1928 en attendant qu'une salle spéciale soit mise à leur disposition.
On doit à Léo-Paul Desrosiers, conservateur de la Bibliothèque municipale de Montréal, et en même temps directeur de l'École des bibliothécaires de l'Université de Montréal, d'avoir contribué au développement des services pour les jeunes à Montréal. Avec la bibliothécaire Marie-Claire Daveluy, il s'implique dans la création d'une bibliothèque pour les enfants dès son entrée en poste à la Bibliothèque municipale de Montréal.
Hélène Grenier, directrice des bibliothèques scolaires de la Commission des écoles catholiques de Montréal de 1933 à 1961, est largement reconnue pour sa contribution à l'éveil à la lecture des jeunes québécois. Elle fonde la bibliothèque des professeurs de la Commission des écoles catholiques de Montréal, une des plus grandes bibliothèques pédagogiques du Québec. Elle est à l'origine d'un réseau de bibliothèques scolaires qui ont été mises en place dans les années 1950. Le nombre de bibliothèques pour les écoles élémentaires atteint 240 et une douzaine de grandes bibliothèques dans les écoles de niveau secondaire sont aussi créées.
Hélène Charbonneau travaille à la bibliothèque d'Ahuntsic (Montréal) pendant 20 ans. Elle poursuit sa carrière en tant que coordonnatrice des services aux jeunes aux services administratifs des bibliothèques de la Ville de Montréal jusqu'à sa retraite en 1992. Jeanne-Marguerite Saint-Pierre, qui travaille à la bibliothèque municipale, joue un rôle de mentor auprès d'elle. Elle développe le programme Livres dans la rue en 1982. Elle crée aussi le Solde de livres annuel des Amis de la Bibliothèque de Montréal dont elle est une des membres fondatrices en 1993. Elle est aussi membre fondatrice de l'organisme Communications-jeunesse (1971) qui décerne le prix Hélène Charbonneau aux médiateurs de la littérature jeunesse québécoise et canadienne d’expression française.
Christiane Charrette (bibliothécaire) organise le programme hors les murs Livres dans la rue de 1982 à 2015. Elle a reçu en 2007, le prix Ken Haycock Award for Promoting Librarianshipde la Canadian Library Association (CLA) pour souligner le 25e anniversaire du programme.
Janina-Klara Szpakowska, professeure à l'EBSI de 1968 à 1985, spécialiste de la recherche sur la lecture des jeunes, a formé plusieurs générations d'étudiants. Madame Szpakowska est décédée le 20 janvier 2000. Elle est l’autrice de plusieurs publications sur les adolescents et la lecture.
Paulette Bernhard, professeure à l'EBSI, de 1985 à 2000, est chargée de l'enseignement sur les bibliothèques scolaires. Elle contribue à la recherche sur l'amélioration de la littératie de l'information et le développement des compétences informationnelles des jeunes, notamment par le biais d'une ressource en ligne : "Chercher pour trouver".
Un autre nom important de la bibliothéconomie jeunesse au Québec est celui de Gilles Bouchard. En 1989, il écrit un rapport, publié par le comité d’études sur les bibliothèques scolaires, s’intitulant les Bibliothèques scolaires québécoises : plus que jamais… Cet ouvrage donne naissance à une association pour les services documentaires en milieu scolaire, aujourd’hui appelé l’Association pour la promotion des services documentaires scolaires. L’APSDS fête ses 30 ans. Cette association donne des formations à ses membres et publie régulièrement des articles à propos de la bibliothéconomie jeunesse ou les milieux scolaires. Ses objectifs sont la promotion, le rassemblement et le partage des ressources documentaires au Québec.
Le programme Une naissance un livre, créé par le Regroupement des bibliothèques publiques de la Capitale-Nationale et de Chaudière-Appalaches, voit le jour en 1999. Ayant pour mission d’initier les bébés à la lecture, cette trousse contient plusieurs documents tels des albums en carton, des livrets d’information et une édition spéciale de la revue Naître et grandir. Chaque année, un nouvel album tout-carton exclusif, écrit par un.e auteur.rice québécois.e, remplace celui de l’année précédente. D’abord vu comme un cadeau offert au poupon lors de son abonnement à la bibliothèque, ce programme élargit ses objectifs. Ève Lagacé, directrice générale de l’Association des bibliothèques publiques du Québec, précise la mission de la trousse : permettre au bébé d’apprivoiser l’objet livre qui lui permet à la fois d’approfondir ses connaissances du monde et de découvrir différentes couleurs, textures et lettres, et d’ensuite mieux comprendre les émotions et les relations interpersonnelles. Ce premier contact avec la lecture, qui est primordial chez les enfants de 0-5 ans, constitue un premier pas vers le monde des bibliothèques et incite l’enfant à vouloir visiter ces lieux riches et accessibles à tous.tes. Le programme vise à donner les outils nécessaires aux parents qui souhaitent introduire la lecture à leur bébé. Si la trousse était, à l’origine, seulement distribuée dans quelques bibliothèques, dont celles des Chaudière-Appalaches, de Québec et de l’Outaouais, on les retrouve à présent partout à travers le Québec. En 2019, on recensait qu’un enfant sur cinq bénéficiait des services du programme et que le nombre de trousses distribuées dans les bibliothèques publiques du Québec s’élevait à 20 000 trousses en français et 2 500 en anglais.
Unique en Amérique du Nord, le Québec compte le Centre québécois de ressources en littérature pour la jeunesse (CQRLJ), qui est un service spécialisé de la BAnQ. Situé dans les locaux de la Grande Bibliothèque, le Centre a pour objectifs la conservation et la diffusion de la littérature jeunesse francophone. On y trouve une collection patrimoniale qui comprend des œuvres québécoises et une collection universelle d'œuvres étrangères pour la jeunesse.

### En Belgique
Une bibliothèque totalement consacrée à la jeunesse est envisagée en Belgique juste après la Première Guerre mondiale (1914 - 1918). À cette époque-là, la bibliothèque était toujours présentée comme le complément de l’école.
Dans le cadre de l'aide à la reconstruction d’après la guerre, BOOK Committee on Children's Libraries, une fondation américaine créée à New York en 1918, propose à la Belgique le projet d’ouverture d’une bibliothèque enfantine. C’est ainsi que le 24 septembre 1920, Bruxelles ouvre sa première salle de lecture pour la jeunesse, l'Heure Joyeuse au 16 rue de la Paille, où elle se trouve jusqu’à présent.
L’Heure Joyeuse, la première en Europe, est souvent trouvée sous le nom de l'Heure Joyeuse Brand Whitlock, car elle a pu être créée sous l'égide de l’ambassadeur des États-Unis en Belgique, Brand Whitlock.
Au-delà de l’objectif de doter la Belgique d'œuvres éducatives, l'Heure Joyeuse avait comme but « d’aider les enfants à récupérer du traumatisme » de la guerre.
Le succès de la première bibliothèque, qualifiée comme projet pilote , encourage Bruxelles à ouvrir, quatre ans plus tard, une salle de lecture pour les enfants dans une école. Il s’agit de la bibliothèque nommée l’Heure Joyeuse Suzanne Lippens de l’école primaire numéro 20, située au 53 rue du Canal.
Les autres Heures Joyeuses créées par la suite en Belgique, sont organisées selon la même philosophie que les bibliothèques américaines. La bibliothèque est publique et gratuite; dotée d’une salle de lecture et des rayons d’accès libre. En plus des livres, les enfants y trouvent des spectacles de théâtre et de marionnettes, des Heures du conte, des projections de films ou de diapositives et « des bibliothécaires attentives à leurs problèmes ».
Une section « adultes » fonctionne également dans la bibliothèque l'Heure Joyeuse Brand Whitlock et accueille les plus âgés avec autant de professionnalisme que les plus jeunes lecteurs.
La bibliothèque était ouverte tous les jours, même les dimanches. En moyenne, on y trouve deux tiers d’ouvrages récréatifs et un tiers d’ouvrages documentaires. La collection initiale des livres pour les enfants contenait approximativement 1 000 livres en français, 250 livres en anglais et 100 livres en flamand.
En 1924, un service de prêts à domicile fut mis en place. L’objectif de ce service était de « favoriser le travail scolaire à domicile ».
À la suite du décret de 1978 réglementant la lecture publique, les Heures Joyeuses fusionnent avec les bibliothèques publiques, créant ainsi un réseau de bibliothèques filiales.
Une partie de l’ancien fonds des Heures Joyeuses, qui ont vu le jour sur le territoire de la Ville de Bruxelles entre 1920 et 1948, se trouve aujourd’hui au Centre de Littérature de Jeunesse de Bruxelles. Les collections provenant de ces bibliothèques enfantines « constituent aujourd’hui un patrimoine très riche ». Il compte, en tout, plus de quarante mille ouvrages; avec une partie « consultable via Internet ».